# Estibaliz Carranza
Estibaliz Carranza (ur. 6 września 1978 w Meksyku) – hiszpańsko-meksykańska bizneswoman i podwójna morderczyni.
Zabiła swojego męża w 2008 roku i swojego partnera w 2010 roku, a ich rozczłonkowane ciała wrzuciła do zamurowanej zamrażarki pod ich lodziarnią w Meidling w Wiedniu. Po odkryciu ciał podczas prac remontowych w czerwcu 2011 roku Carranza uciekła z Wiednia i wkrótce potem została aresztowana przez policję we Włoszech. Carranza została opisana w prasie jako „Lodowa dama” i jedna z najbardziej znanych osobistości w najnowszej austriackiej historii kryminalnej. Od czasu skazania odbywa dożywocie w więzieniu Asten w miasteczku o tej samej nazwie w Górnej Austrii. O życiu Carranzy napisano już dwie książki, z których jedną pomogła napisać.
Jej pełne imię i nazwisko to Goidsargi Estibaliz Carranza Zabala, natomiast w latach 2002–2008 Goidsargi Estibaliz Holz (nazwisko po mężu, którego zamordowała).

## Życiorys

### Dzieciństwo
Goidsargi Estibaliz Carranza Zabala urodziła się w Meksyku, ale w wieku pięciu lat przyleciała z rodziną do Hiszpanii i dorastała w katalońskiej Barcelonie. Od tego czasu ma obywatelstwo hiszpańskie i meksykańskie. Jej ojciec, Armando Carranza Mendoza Lopez, jest lokalnie znanym autorem książek o ezoteryzmie, szamanizmie i życiu Inków, Majów i Azteków, wcześniej natomiast pracował jako dziennikarz. Jej matka, Angela Zabala, pochodzi z Kraju Basków. Carranza ma również młodszego brata. Estibaliz już w dzieciństwie wobec własnego tyrańskiego ojca budowała mordercze fantazje. Na prośbę ojca studiowała ekonomię na Uniwersytecie w Barcelonie.
Carranza była w związku ze swoim pierwszym narzeczonym przez pięć lat. Z jej późniejszych wypowiedzi wynika, że uważał ją za swoją własność i traktował ją w sposób przemocowy. Po ukończeniu studiów jej chłopak zerwał z nią, ponieważ w przeciwieństwie do niej nie był zainteresowany poważnym związkiem. Fantazje o morderstwie były teraz skierowane przeciwko jej byłemu chłopakowi i rozważała manipulowanie przewodami hamulcowymi w jego samochodzie.

### Przeprowadzka do Niemiec i małżeństwo z Holgerem Holzem
Wkrótce potem Carranza opuściła rodzinną Hiszpanię i osiedliła się w Niemczech. Przez krótki czas mieszkała w Monachium, gdzie pracowała jako au pair u przyjaciela swojej rodziny. Carranza nie miała problemów z odnalezieniem się w nowym środowisku, ponieważ już jako dziecko nauczyła się języka niemieckiego. Po zakończeniu pracy jako au pair została w Bawarii. Podjęła pracę w lodziarni w wiosce niedaleko Norymbergi. Przy tej okazji poznała swojego pierwszego męża, Holgera Holza. Holz, który jest od niej o czternaście lat starszy i jest członkiem wspólnoty religijnej Hare Kryszna, pracował jako sprzedawca lodówek w czasie, gdy ją poznał. Już kilka tygodni po pierwszym spotkaniu oświadczył się Carranzie.
W 2002 roku Carranza i Holz pobrali się i przeprowadzili do Berlina, który był jego miastem rodzinnym. Wkrótce po ślubie Holz, pokazując się z innej strony, odebrał żonie wszystkie pieniądze, które wówczas zarabiała jako kelnerka, a kiedy chciała go opuścić i wrócić do Hiszpanii, zabrał jej dokumenty, uniemożliwiając podróż. Twierdziła, że ranił ją werbalnie i fizycznie. Carranza podjęła inną pracę: w lodziarni. Tam też doświadczyła zastraszania i poniżania. Między innymi jej przełożony odmówił jej dostępu do toalety, przez co Carranza zaczęła snuć fantazje o zemście na nim i szukała w Internecie porad, jak najlepiej spalić jego biznes.

### Otwarcie własnej lodziarni w Wiedniu i zabójstwo Holza
W 2005 roku Carranza i Holz pojechali do Wiednia, gdzie wspólnie otworzyli lodziarnię Schleckeria na Oswaldgasse w dzielnicy Meidling. Holz zarabiał większą część pieniędzy. Jedno z marzeń Carranzy spełniło się, kiedy otworzyła własny sklep. Ponownie poznała swojego męża z innej strony, który teraz zaczął rozwijać swoje zamiłowanie do technologii broni i strzelanek pierwszoosobowych. Zmusił ją również do przyłączenia się do Hare Kryszna.
Wkrótce po przybyciu do Wiednia Carranza spotkała sprzedawcę maszyn do lodów: Manfreda Hinterbergera. Dwa lata później nawiązała z nim współpracę i rozwiodła się z Holgerem Holzem, z którym nadal dzieliła małe mieszkanie.
27 kwietnia 2008 roku Carranza rzuciła pracę w lodziarni i wróciła do swojego mieszkania, gdzie spotkała byłego męża, który obrażał ją i głośno zastraszał przez wiele godzin, zanim postanowiła z nim skończyć. Strzeliła z pistoletu Beretta kalibru .22 do Holza trzy razy od tyłu, gdy grał na komputerze. Pociski przebiły dwukrotnie tył głowy i raz skroń. Strzały były śmiertelne.
Motywem zbrodni Carranzy był z jednej strony fakt, że Holz nie chciał wyprowadzić się z mieszkania, które dzielili, a z drugiej strony miała wobec niego długi, których spłata kosztowałyby ją stratę lodziarni.
Carranza zostawiła ciało Holza na krześle przez kilka dni po morderstwie. Pierwsze próby spalenia nie powiodły się z powodu gęstego dymu. Kilka dni później kupiła piłę łańcuchową w sklepie z narzędziami i poprosiła pracowników o wyjaśnienie, jak jej używać. W domu Carranza rozczłonkowała ciało, włożyła je do plastikowych toreb, których część zamroziła. Kiedy jesienią 2008 roku jej mieszkanie otrzymało wypowiedzenie, zabetonowała plastikowe opakowania w tubach. Jednak głowa była przymarznięta do dna zamrażarki, więc ją również wypełniła betonem. Następnie schowała pojemniki w piwnicy pod lodziarnią. Carranza przeniosła zamrażarkę z pomocą dwóch niczego niepodejrzewających znajomych. Ludziom, którzy dopytywali się o Holza, powiedziała, że przyłączył się do sekty w Indiach i dlatego nie zgłoszono jego zaginięcia.

### Manfred Hinterberger
Po zabójstwie Holgera Holza Carranza związała się z Manfredem Hinterbergerem i zamieszkała z nim. Hinterberger zainwestował również w lodziarnię duże pieniądze, których nie byłaby w stanie spłacić, więc inaczej musiałaby sprzedać lodziarnię. Ich szczęście nie trwało jednak długo, gdyż Hinterberger często był niewierny i zdradzał Esti.
Carranza została scharakteryzowana przez byłego partnera jako uległa, która zrobiłaby wszystko dla mężczyzny. W przypadku Hinterberger, zgodnie z jej własnymi wypowiedziami, skusiła się na szereg operacji kosmetycznych, w tym redukcję nosa, lifting twarzy i zastrzyk ust, które zdaniem Hinterbergera były zbyt cienkie. Hinterberger nie chciał spełnić pragnienia Carranzy posiadania potomstwa, ponieważ sam miał już dorosłe dzieci. W Carranza ostatecznie dojrzała decyzja o zabiciu również Hinterbergera.
Morderstwo Hinterbergera odbyło się ze spokojem, bo Carranza nie chciała popełnić ponownie błędów. Aby poprawić celność, brała specjalne lekcje praktyczne na strzelnicy, a podłogę i ściany pokoju, w którym miało nastąpić morderstwo, przed zbrodnią wyłożyła plastikową folią, aby później łatwiej było usunąć ślady.
Skrupulatnie przygotowanego morderstwa dokonano w nocy z 21 na 22 listopada 2010 roku. Po wycieczce we dwoje para późnym wieczorem wróciła do wspólnego mieszkania. Carranza czekała, aż Hinterberger zaśnie, i strzeliła mu cztery razy w tył głowy z bliskiej odległości. Następnie pozostawiła martwe ciało nietknięte przez jakiś czas, po czym przecięła je na części za pomocą piły łańcuchowej. Części ciała zostały następnie zabetonowane – podobnie jak części ciała byłego męża Holza – w zamrażarce w piwnicy lodziarni.
Tym razem jednak zniknięcie Manfreda Hinterbergera nie przeszło niezauważone. Po wielokrotnych zapytaniach zainteresowanych osób Carranza zgłosiła jego zaginięcie cztery dni po morderstwie. W grudniu 2010 roku związała się z Rolandem R., z którym zaszła w ciążę na krótko przed aresztowaniem.

### Odkrycie ofiar morderstwa i ucieczka Carranzy
Mieszkanie i lodziarnia Carranza znajdowały się w tym samym budynku co inne sklepy. Jeden z lokatorów musiał przeprowadzić prace remontowe w piwnicy, w związku z pękniętą rurą wodociągową. W dniu 6 czerwca 2011 roku komora piwniczna o numerze 6, która była zamknięta na kłódkę i nie mogła być wcześniej przypisana do żadnego z mieszkańców domu, została wyważona przez lokatora (według innych źródeł przez rzemieślników). Przy wejściu znaleziono pistolet, trzy chłodnie wypełnione betonem oraz zabetonowane koryta murarskie i doniczki na kwiaty. Z jednego pojemnika prawdopodobnie wystawała ludzka noga. Wkrótce potem wezwana policja ujawniła różne części ciał zabitych mężczyzn. Udało się znaleźć tylko czaszkę Holza.
Następnego dnia, 7 czerwca 2011 roku, Carranza została zapytana o odkrycie w jej lodziarni przez sąsiada, który również zasugerował, że mogły to być zwłoki Manfreda Hinterbergera. Carranza opróżniła swoje konto bankowe i skrytkę depozytową, kazała zaufanej sprzątaczce przynieść jej paszport i książeczkę oszczędnościową i pojechała taksówką na lotnisko. Zarezerwowała bilet do Paryża, ale uciekła z lotniska w obawie przed aresztowaniem przez policję, zanim jeszcze weszła na pokład samolotu. W tym czasie była już poszukiwana, a śledczy byli już przy bramie, aby ją aresztować. Carranza ponownie wsiadła do taksówki, która zabrała ją do Włoch. Zameldowała się w pensjonacie w Tolmezzo pod fałszywym nazwiskiem, który opuściła następnego dnia, uciekając w ten sposób przed włoską policją. Carranza udała się do Udine i została przyjęta przez ulicznego artystę, który pozwolił jej spędzić z nim noc. W końcu zadzwonił na policję po tym, jak podejrzewał, że coś jest nie tak.

### Aresztowanie i pierwsze przesłuchania
10 czerwca 2011 roku około godziny 7:30 Carranza została aresztowana w Udine. Władze austriackie niezwłocznie wystąpiły z wnioskiem o ekstradycję podejrzanych. W międzyczasie zidentyfikowano już ciało Manfreda Hinterbergera. Podczas przesłuchania Carranza, która była wówczas w drugim miesiącu ciąży, od razu przyznała się, że zamordowała i pozbyła się ciał obu mężczyzn. Wkrótce potem sprawa znalazła się w prasie w Austrii i Hiszpanii. Spekulowano, w jaki sposób mała i niepozorna kobieta mogła wykonać żmudną pracę polegającą na rozczłonkowaniu ciał, zatopieniu niektórych części ciała w betonie i samodzielnym pozbyciu się reszty. Jednak nie udało się zidentyfikować wspólnika, który mógł pomóc w zbrodniach.
W dniu 24 czerwca 2011 roku Carranza została przekazana austriackiemu wymiarowi sprawiedliwości i przebywał w areszcie pod dwoma zarzutami morderstwa. W dniu 11 stycznia 2012 roku urodziła syna w szpitalu w Favoriten, który został przekazany ojcu wkrótce po urodzeniu. W marcu 2012 roku oboje pobrali się w strefie przesłuchań wiedeńskiego więzienia Josefstadt.

### Raport psychiatryczny
Opinia psychiatryczna z początku lipca 2012 roku wykazała, że oskarżona jest szczególnie niebezpieczna i była poczytalna podczas swoich przestępstw. Psychiatra sądowy Adelheid Kastner zdiagnozował u Carranzy poważne zaburzenie osobowości i wyraził obawę, że może ponownie popełnić poważne przestępstwa na wolności. W związkach zawsze była całkowicie podporządkowana swojemu partnerowi, ale w tym układzie nigdy nie była szczęśliwa, a ponieważ nie mogła tego zmienić, pozostały jej tylko opcje dewiacyjne (odbiegające od normy). Dlatego zanim mogła wejść w nowy związek, zawsze musiała zakończyć to, co na swój sposób się nie powiodło. Pomimo uznania ją za poczytalną, zalecono skierowanie jej do zakładu dla przestępców z zaburzeniami psychicznymi.

### Proces i wyrok
5 września 2012 roku Wiedeńska prokuratura postawiła zarzuty Carranzie za podwójne zabójstwo Holgera Holza i Manfreda Hinterbergera i zażądała umieszczenia jej w zakładzie dla psychicznie chorych przestępców. Akt oskarżenia opisał ją jako kobietę o „wyjątkowym opanowaniu i bezwzględności”. Po dwóch morderstwach nie okazała żadnej skruchy. Rozprawa została wyznaczona na 19 listopada 2012 roku i pierwotnie miała trwać trzy dni, a następnie została przedłużona do czterech dni rozprawy. Carranzy bronili w postępowaniu karnym prawnicy Werner Tomanek i Rudolf Mayer. Ten ostatni reprezentował już m.in. seryjną morderczynię Elfriede Blauensteiner oraz porywacza i gwałciciela Josefa Fritzla.
Pierwszego dnia procesu Carranza w pełni przyznała się do wszystkich zarzutów i określiła swoje działania jako „obrzydliwe”. Po morderstwach czuła się „nieszczęśliwa”, ale nie mogła odebrać sobie życia. Swój brak wyrzutów sumienia i brak empatii uzasadniała przyjmowaniem leków uspokajających, które powodowały u niej chłód emocjonalny. Poza tym powtarzała, że nie chce wzbudzać w sobie sympatii.
W dniu 22 listopada 2012 roku proces zakończył się wyrokiem skazującym na dożywocie za podwójne zabójstwo i umieszczenie w zakładzie psychiatrycznym dla przestępców. Adwokaci Carranzy złożyli apelację. Jednak wyrok został podtrzymany 20 marca 2013 roku przez Wyższy Sąd Krajowy w Wiedniu i pozostał prawomocny.

### Życie w więzieniu i wizerunek w mediach
Wkrótce po rozpoczęciu więziennego wyroku media donosiły o ich codziennym życiu więziennym i życiu Carranzy w więzieniu Justizanstalt Schwarzau. Szczególną fascynację tabloidów wzbudziła opowieściami o jej więziennych eskapadach. W rezultacie gazety te były w stanie wymyślać nowe historie prawie co tydzień, a Carranza stała się najbardziej znaną morderczynią w niemieckojęzycznym świecie, w dodatku uważano ją za piękną. Carranza wypracowała sobie „markę” i umiejętnie wykorzystała zainteresowanie swoją osobą i historią. W listopadzie 2014 roku opublikowała swoje wspomnienia, które napisała wspólnie z dziennikarką Martiną Prewein. W tej książce pod tytułem My Two Lives: The True Story of the Ice Lady, opisuje swoje życie, poczynając od dzieciństwa w Meksyku, a kończąc na życiu w więzieniu. W ciągu roku książka sprzedała się w ponad dziesięciu tysiącach egzemplarzy, ale spotkała się też z krytyką, nawet ze strony jej własnego męża. Podkreślił, że na zmarłych nie należy zarabiać.
W sierpniu 2016 roku ogłoszono, że Carranza zostanie przeniesiona z więzienia dla kobiet Schwarzau w Dolnej Austrii do więzienia Asten w miasteczku o tej samej nazwie w Górnej Austrii. Przenosin dokonano dopiero na początku listopada 2017 roku. W lutym 2017 roku dwóch współwięźniów w Schwarzau zostało skazanych na sześć i osiem miesięcy więzienia za grożenie Carranzie.
Druga książka o życiu Carranzy została opublikowana we wrześniu 2018 roku. Autor Bernhard Salomon przeprowadził z nią ponad sto wywiadów, które posłużyły mu do napisania książki pt. Zelle 14 Die wahre Geschichte der Liebe zwischen der Mörderin Estibaliz Carranza, bekannt als Eislady, und einem Mithäftlin – prawdziwej historii miłości między morderczynią Estibaliz Carranza, znaną jako Lodowa Dama, a współwięźniarką. Ujawnił również związek Carranzy ze współwięźniem Martinem L. Po ujawnieniu związku z Martinem L. został przeniesiony do innego więzienia. Byli wcześniej zaręczeni. W sierpniu 2018 roku Carranza i jej mąż Roland R. rozwiedli się po sześciu i pół roku małżeństwa. W lipcu 2019 Carranza również rozstała się z Martinem L.